# F4samurai
株式会社f4samurai（エフフォーサムライ、英: f4samurai, Inc.）は、モバイルオンラインゲームの企画開発および運営などを主な事業とする日本の企業。

## 概要
野村総合研究所で同期だった金哲碩、田口堅士、松野洋希の3人がソーシャルアプリとWebサービスの企画・開発を行う企業として設立。「世界中の人達がワクワクするようなコンテンツを世の中に生み出す」を目標としてコンテンツの開発を行っている。
社名の「samurai」は創業当時「幕末って面白い時代だよね」と話していたことから、「f4」は「fun（世界中をワクワクさせるサービスを）」「future（未来を変えうるサービスを）」「family（人々をつなげる有機的なサービスを）」「farm（実現のために耕し続ける努力を）」と企業理念で大切にしている4項目を表している。
創業当初はブライダル事業やレンタサイクル事業などの計画もあったが、起業するかどうかの時期にソーシャルゲームが注目を浴び始めたことで、今後伸びて行くであろう業界の方が面白いとゲーム事業を選択した経緯がある。
代表の金は自身による投資会社nuts&aboutを通じてポルトガルのサッカーリーグリーガプロの2部に属するクラブチームUDオリヴェイレンセの株式70%を取得、チームオーナーとなっている。

## 沿革
- 2010年1月 - 株式会社f4samurai創業。
- 2010年2月 - 株式会社サムライインキュベートより出資を受ける。
- 2012年11月 - 株式会社セガネットワークス（後の株式会社セガ）と業務提携を締結。
- 2012年12月 - 東京都千代田区小川町にオフィスを移転。
- 2013年3月 - 東京都千代田区岩本町にオフィスを移転。
- 2016年3月 - 東京都千代田区淡路町にオフィスを移転。
- 2017年12月 - 新宿LUMINE0にてオフラインイベント「f4ファンフェスティバル」を開催。
- 2018年8月 - 東京都千代田区外神田（秋葉原UDX）にオフィスを移転。
- 2019年12月 - 秋葉原AKIBA_SQUAREにてオフラインイベント「f4ファンフェスティバル part2」を開催。
- 2020年12月 - 自社株買いを行い、セガが保有する株式の一部を取得。これにより創業メンバーの持分比率が過半数を超えたため、セガサミーグループの連結対象から外れ（持分法適用会社に移行）、同グループから独立する[2][8]。
- 2021年2月1日 - 株式会社アニプレックスと資本提携を締結[9]。
- 2022年11月4日 - 株式会社プレイシンクへ出資[10]

## 開発作品
| 発売年 | 発売日   | タイトル                                         | 機種                   | 備考                                                                 |
| ------ | -------- | ------------------------------------------------ | ---------------------- | -------------------------------------------------------------------- |
| 2010年 | 4月      | ボクイマ                                         |                        |                                                                      |
| 2010年 | 6月      | ふわふわバイキング☆純情派                        |                        |                                                                      |
| 2010年 | 8月      | テニスタ☆                                        |                        |                                                                      |
| 2010年 | 12月     | A.V.A 手のひらの戦場 Alliance of Valiant Arms    | ゲームオンより受託開発 |                                                                      |
| 2011年 | 4月      | 全力農援                                         |                        |                                                                      |
| 2011年 | 7月      | alarm everyone                                   |                        |                                                                      |
| 2011年 | 8月      | 降臨アルティメットモンスター                     | デジマースより受託開発 |                                                                      |
| 2011年 | 12月     | 創世クロノドライブ                               |                        |                                                                      |
| 2012年 | 7月      | クロノス未来戦記                                 |                        |                                                                      |
| 2013年 | 3月8日   | ボーダーブレイクmobile -疾風のガンフロント-      | iOS Android            | 配信元:セガゲームス→マイネット                                       |
| 2013年 | 12月18日 | アンジュ・ヴィエルジュ〜ガールズバトル〜         | iOS Android            | 配信元:セガゲームス                                                  |
| 2015年 | 4月22日  | オルタンシア・サーガ -蒼の騎士団-                | iOS Android            | 配信元:セガゲームス→自社提供                                         |
| 2017年 | 5月8日   | ポポロクロイス物語 〜ナルシアの涙と妖精の笛      | iOS Android            | 配信元:epics、開発協力                                               |
| 2017年 | 8月22日  | マギアレコード 魔法少女まどか☆マギカ外伝         | iOS Android Windows    | 配信元:アニプレックス                                                |
| 2019年 | 4月      | ワンダーグラビティ 〜ピノと重力使い〜            | iOS Android            | 配信元:セガゲームス                                                  |
| 2020年 | 3月18日  | ディズニー ツイステッドワンダーランド            | iOS Android            | 配信元:アニプレックス                                                |
| 2021年 | 2月1日   | オルタンシア・サーガR                            | iOS Android            | 監修・制作協力                                                       |
| 2022年 | 4月25日  | 大分トリニータ公式サポーターズクラウン           | iOS Android            |                                                                      |
| 2022年 | 5月17日  | コードギアス 反逆のルルーシュ ロストストーリーズ | iOS Android            | 配信元:EXNOA                                                         |
| 2023年 | 8月14日  | アンジュ・リリンク                               | iOS Android            |                                                                      |
| 2025年 | 3月27日  | 魔法少女まどか☆マギカ Magia Exedra               | iOS Android Windows    | 配信元：アニプレックス、運営・共同開発：ポケラボ→WFSポケラボブランド |